# DN1A
De DN1A of Drum Național 1A (Nationale weg 1A) is een weg in Roemenië. Hij loopt van Boekarest via Buftea, Ploiești en Vălenii de Munte naar Săcele, een voorstad van Brașov. Zo vormt de DN1A een extra route tussen Boekarest en Brașov, naast de DN1. De weg is 185 kilometer lang.

## Europese wegen
De volgende Europese wegen lopen met de DN1A mee:
- Ring van Ploiești (dubbelnummering met de DN1)
- Ring van Ploiești (dubbelnummering met de DN1B)